# Пчеларово (Добрицька область)
Пчела́рово (болг. Пчеларово) — село в Добрицькій області Болгарії. Входить до складу общини Генерал-Тошево.

## Населення
За даними перепису населення 2011 року у селі проживали 482 особи.
Національний склад населення села:
| Національність   | Кількість осіб | Відсоток |
| ---------------- | -------------- | -------- |
| болгари          | 286            | 60,1%    |
| цигани           | 174            | 36,6%    |
| Всього відповіли | 476            |          |

Розподіл населення за віком у 2011 році:
Динаміка населення: